# Landon Wilson
Landon Wilson (né le 13 mars 1975 à Saint-Louis dans l'État du Missouri aux États-Unis) est un joueur professionnel américain de hockey sur glace. Il évoluait au poste d'ailier droit.

## Biographie
Fils de Rick Wilson, ancien joueur de hockey et actuellement entraîneur, il est repêché au premier tour du repêchage d'entrée dans la LNH 1993 par les Maple Leafs de Toronto en provenance de l'USHL. Il part étudier à l'Université du Dakota du Nord où il joue pour l'équipe des Fighting Sioux. 
Alors qu'il évolue encore à l'université, il est impliqué en juin 1994 dans une méga-transaction où il passe des Maple Leafs aux Nordiques de Québec. Cet échange implique pas moins de six joueurs, dont notamment Mats Sundin. Après avoir fait ses débuts professionnels dans la Ligue américaine de hockey, il fait ses débuts dans la Ligue nationale de hockey en 1995-1996 avec l'Avalanche du Colorado, nouvelle forme des Nordiques qui ont déménagé à Denver durant l'été 1995.
Il joue également pour les Bruins de Boston, les Coyotes de Phoenix puis les Penguins de Pittsburgh avant de joueur quatre ans en Europe. En 2004-2005, il joue avec les Espoo Blues en Finlande puis lors des trois saisons suivantes, avec le HC Davos ainsi que le HC Lugano en Suisse.
Il retourne en Amérique du Nord en 2008-2009 où il partage sa saison entre les Stars de Dallas dans la LNH et les Griffins de Grand Rapids dans la LAH. Il joue sa dernière saison en 2009-2010 avec les Stars du Texas.
Il a représenté les États-Unis au niveau international.

## Statistiques

### En club
| Saison     | Équipe                       | Ligue      |     | Saison régulière | Saison régulière | Saison régulière | Saison régulière | Saison régulière |   | Séries éliminatoires | Séries éliminatoires | Séries éliminatoires | Séries éliminatoires | Séries éliminatoires |
| Saison     | Équipe                       | Ligue      | PJ  | B                | A                | Pts              | Pun              | PJ               | B | A                    | Pts                  | Pun                  |                      |                      |
| 1992-1993  | Fighting Saints de Dubuque   | USHL       | 43  | 29               | 36               | 65               | 284              | -                | - | -                    | -                    | -                    |                      |                      |
| 1993-1994  | Université du Dakota du Nord | WCHA       | 35  | 18               | 15               | 33               | 147              | -                | - | -                    | -                    | -                    |                      |                      |
| 1994-1995  | Université du Dakota du Nord | WCHA       | 31  | 7                | 16               | 23               | 141              | -                | - | -                    | -                    | -                    |                      |                      |
| 1994-1995  | Aces de Cornwall             | LAH        | 8   | 4                | 4                | 8                | 25               | 13               | 3 | 4                    | 7                    | 68                   |                      |                      |
| 1995-1996  | Aces de Cornwall             | LAH        | 53  | 21               | 13               | 34               | 154              | 8                | 1 | 3                    | 4                    | 22                   |                      |                      |
| 1995-1996  | Avalanche du Colorado        | LNH        | 7   | 1                | 0                | 1                | 6                | -                | - | -                    | -                    | -                    |                      |                      |
| 1996-1997  | Avalanche du Colorado        | LNH        | 9   | 1                | 2                | 3                | 23               | -                | - | -                    | -                    | -                    |                      |                      |
| 1996-1997  | Bruins de Providence         | LAH        | 2   | 2                | 1                | 3                | 2                | 10               | 3 | 4                    | 7                    | 16                   |                      |                      |
| 1996-1997  | Bruins de Boston             | LNH        | 40  | 7                | 10               | 17               | 49               | -                | - | -                    | -                    | -                    |                      |                      |
| 1997-1998  | Bruins de Providence         | LAH        | 42  | 18               | 10               | 28               | 146              | -                | - | -                    | -                    | -                    |                      |                      |
| 1997-1998  | Bruins de Boston             | LNH        | 28  | 1                | 5                | 6                | 7                | 1                | 0 | 0                    | 0                    | 0                    |                      |                      |
| 1998-1999  | Bruins de Providence         | LAH        | 48  | 31               | 22               | 53               | 89               | 11               | 7 | 1                    | 8                    | 19                   |                      |                      |
| 1998-1999  | Bruins de Boston             | LNH        | 22  | 3                | 3                | 6                | 17               | 8                | 1 | 1                    | 2                    | 8                    |                      |                      |
| 1999-2000  | Bruins de Providence         | LAH        | 17  | 5                | 5                | 10               | 45               | 9                | 2 | 3                    | 5                    | 38                   |                      |                      |
| 1999-2000  | Bruins de Boston             | LNH        | 40  | 1                | 3                | 4                | 18               | -                | - | -                    | -                    | -                    |                      |                      |
| 2000-2001  | Coyotes de Phoenix           | LNH        | 70  | 18               | 13               | 31               | 92               | -                | - | -                    | -                    | -                    |                      |                      |
| 2001-2002  | Falcons de Springfield       | LAH        | 2   | 2                | 1                | 3                | 2                | -                | - | -                    | -                    | -                    |                      |                      |
| 2001-2002  | Coyotes de Phoenix           | LNH        | 47  | 7                | 12               | 19               | 46               | 4                | 0 | 0                    | 0                    | 12                   |                      |                      |
| 2002-2003  | Coyotes de Phoenix           | LNH        | 31  | 6                | 8                | 14               | 26               | -                | - | -                    | -                    | -                    |                      |                      |
| 2003-2004  | Coyotes de Phoenix           | LNH        | 35  | 1                | 3                | 4                | 16               | -                | - | -                    | -                    | -                    |                      |                      |
| 2003-2004  | Penguins de Pittsburgh       | NHL        | 19  | 5                | 1                | 6                | 31               | -                | - | -                    | -                    | -                    |                      |                      |
| 2004-2005  | Espoo Blues                  | SM-liiga   | 37  | 8                | 11               | 19               | 80               | -                | - | -                    | -                    | -                    |                      |                      |
| 2005-2006  | HC Davos                     | LNA        | 36  | 27               | 14               | 41               | 142              | 11               | 5 | 3                    | 8                    | 40                   |                      |                      |
| 2006-2007  | HC Lugano                    | LNA        | 35  | 20               | 11               | 31               | 67               | 6                | 3 | 2                    | 5                    | 12                   |                      |                      |
| 2007-2008  | HC Lugano                    | LNA        | 30  | 13               | 7                | 20               | 67               | 3                | 4 | 0                    | 4                    | 2                    |                      |                      |
| 2008-2009  | Griffins de Grand Rapids     | LAH        | 15  | 8                | 7                | 15               | 37               | -                | - | -                    | -                    | -                    |                      |                      |
| 2008-2009  | Stars de Dallas              | LNH        | 27  | 2                | 6                | 8                | 21               | -                | - | -                    | -                    | -                    |                      |                      |
| 2009-2010  | Stars du Texas               | LAH        | 11  | 4                | 1                | 5                | 11               | 19               | 1 | 6                    | 7                    | 20                   |                      |                      |
| Totaux LNH | Totaux LNH                   | Totaux LNH | 375 | 53               | 66               | 119              | 352              | 13               | 1 | 1                    | 2                    | 20                   |                      |                      |

### En équipe nationale
| Année | Compétition                 |   | PJ | B | A | Pts | Pun      |  | Résultat |
| 1995  | Championnat du monde junior | 7 | 3  | 2 | 5 | 37  | 5e place |  |          |
| 2001  | Championnat du monde        | 9 | 1  | 1 | 2 | 4   | 4e place |  |          |

## Trophées et honneurs personnels
- 1993-1994 : 
  - nommé dans l'équipe d'étoiles des recrues de la WCHA.
  - nommé recrue de l'année de la WCHA.
- 1998-1999 :
  - champion de la Coupe Calder avec les Bruins de Providence.
  - nommé dans la première équipe d'étoiles de la LAH.

## Transactions en carrière
- Repêchage de 1993 : sélectionné par les Maple Leafs de Toronto au premier tour, 19e rang.
- 28 juin 1993 : échangé par les Maple Leafs aux Nordiques de Québec avec Wendel Clark, Sylvain Lefebvre et un choix de premier tour au repêchage de 1994 (Jeffrey Kealty) contre Mats Sundin, Garth Butcher, Todd Warriner et un choix de premier tour au repêchage de 1994 (précédemment acquis des Flyers de Philadelphie et plus tard échangé aux Capitals de Washington qui repêcheront Nolan Baumgartner).
- 21 juin 1995 : ses droits sont transférés de Québec au Colorado, en même temps que la franchise.
- 22 novembre 1996 : échangé par l'Avalanche aux Bruins de Boston avec Anders Myrvold contre un choix de premier tour au repêchage de 1998 (Robyn Regehr).
- 7 juillet 2000 : signe en tant qu'agent libre avec les Coyotes de Phoenix.
- 22 février 2004 : échangé par les Coyotes aux Penguins de Pittsburgh contre des considérations futures.
- 23 juin 2004 : signe en tant qu'agent libre avec les Espoo Blues (SM-liiga).
- 31 août 2005 : signe en tant qu'agent libre avec le HC Davos (LNA).
- 17 juillet 2006 : signe en tant qu'agent libre avec le HC Lugano (LNA).
- 3 juillet 2008 : signe en tant qu'agent libre avec les Stars de Dallas.